# Thibuzabetum
Thibuzabetum (łac. Diocesis Thibuzabetensis) – stolica historycznej diecezji w Cesarstwie rzymskim, w prowincji Mauretania Sitifense, zlikwidowana w VII w. podczas ekspansji islamskiej, współcześnie w północnej Algierii. Obecnie katolickie biskupstwo tytularne.

## Biskupi
| Lp. | Biskup                               | Funkcja                                        | Od                   | Do                   |
| --- | ------------------------------------ | ---------------------------------------------- | -------------------- | -------------------- |
| 1   | Smiljan Franjo Čekada                | arcybiskup koadiutor Sarajewa (Jugosławia)     | 12 czerwca 1967      | 13 stycznia 1970     |
| 2   | James Louis Connolly                 | emerytowany biskup Fall River (USA)            | 30 października 1970 | 31 grudnia 1970      |
| 3   | Antonio Eduardo Bösl                 | wikariusz apostolski Ñuflo de Chávez (Boliwia) | 18 grudnia 1972      | 13 października 2000 |
| 4   | Joseph Lee Han-taek                  | biskup pomocniczy Seulu (Korea Południowa)     | 19 listopada 2001    | 5 lipca 2004         |
| 5   | Vincente Danilo Echeverría Verdesoto | biskup pomocniczy Quito (Ekwador)              | 7 czerwca 2006       |                      |